# Maniema Mining Corporation
 (septembre 2015).
Si vous disposez d'ouvrages ou d'articles de référence ou si vous connaissez des sites web de qualité traitant du thème abordé ici, merci de compléter l'article en donnant les références utiles à sa vérifiabilité et en les liant à la section « Notes et références ».
La Maniema Mining Corporation (MMC) est une société minière, basée à Lubumbashi (Haut-Katanga) en République démocratique du Congo. Elle est sous la directive de Hamuri Bushiri, homme d'affaires congolais depuis 2010.
La MMC regroupe en son sein une cinquantaine de travailleurs depuis son site à Kayuba jusqu'à son siège dans la ville de Lubumbashi, son principal minerai d'exploitation sont les produits de carrière (le cuivre, cobalt...) et à cela est ajouté maillon, gravier, sable, plaquette et calcaire se trouvant dans le Katanga l'actuel Haut-Katanga.

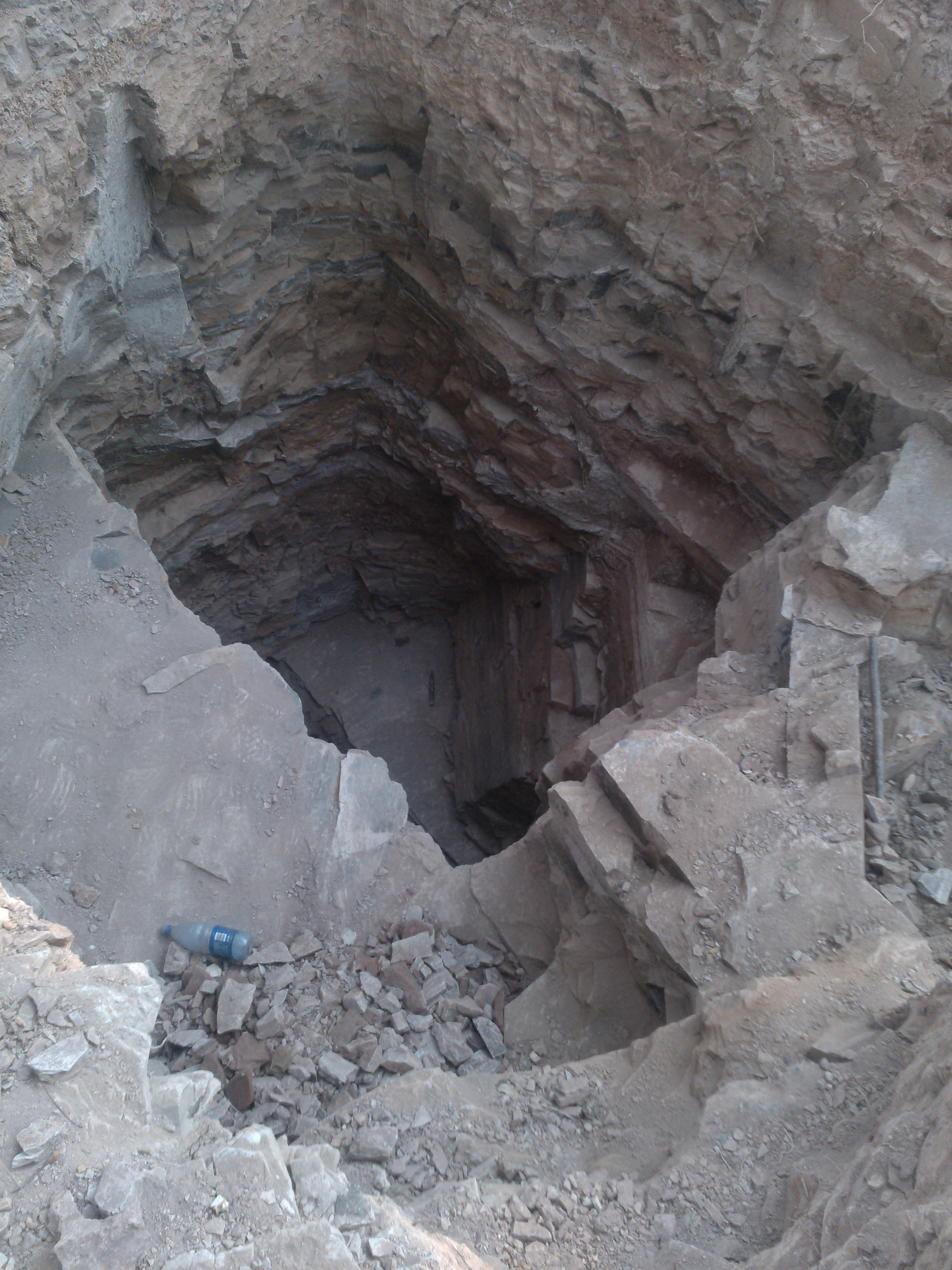

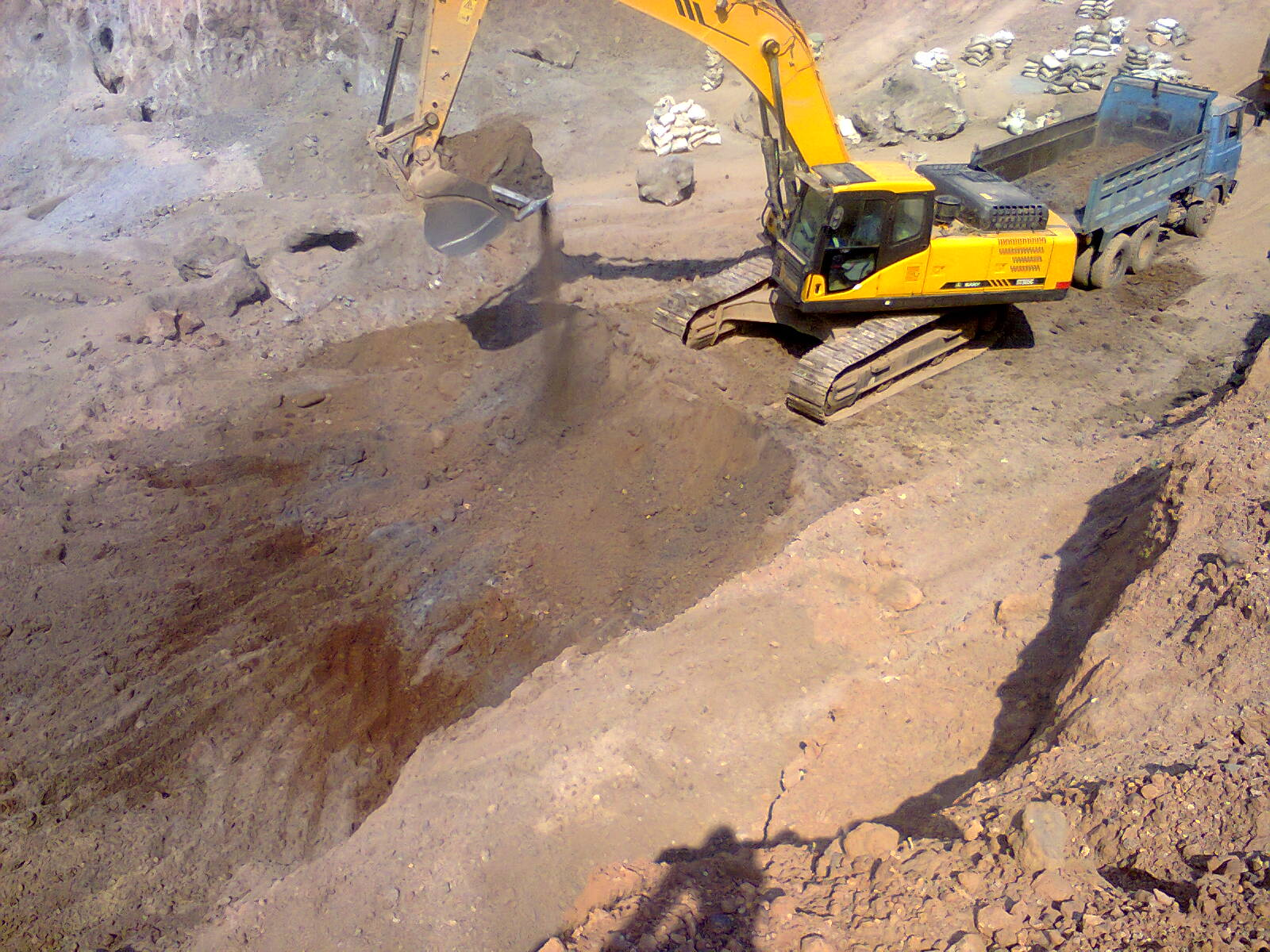
site MMC

## Historique
La MMC fut créé le 20 janvier 2010 par une association d'hommes d'affaires congolais selon le décret loi numéro 004 du 20 juillet 2001 portant création des organisations non gouvernementale sans but lucratif 1. De 2010 jusqu’à nos jours elle dirigée par son chef légal selon son statut signé en date du 3 décembre 2010 Hamuri Bushiri. 

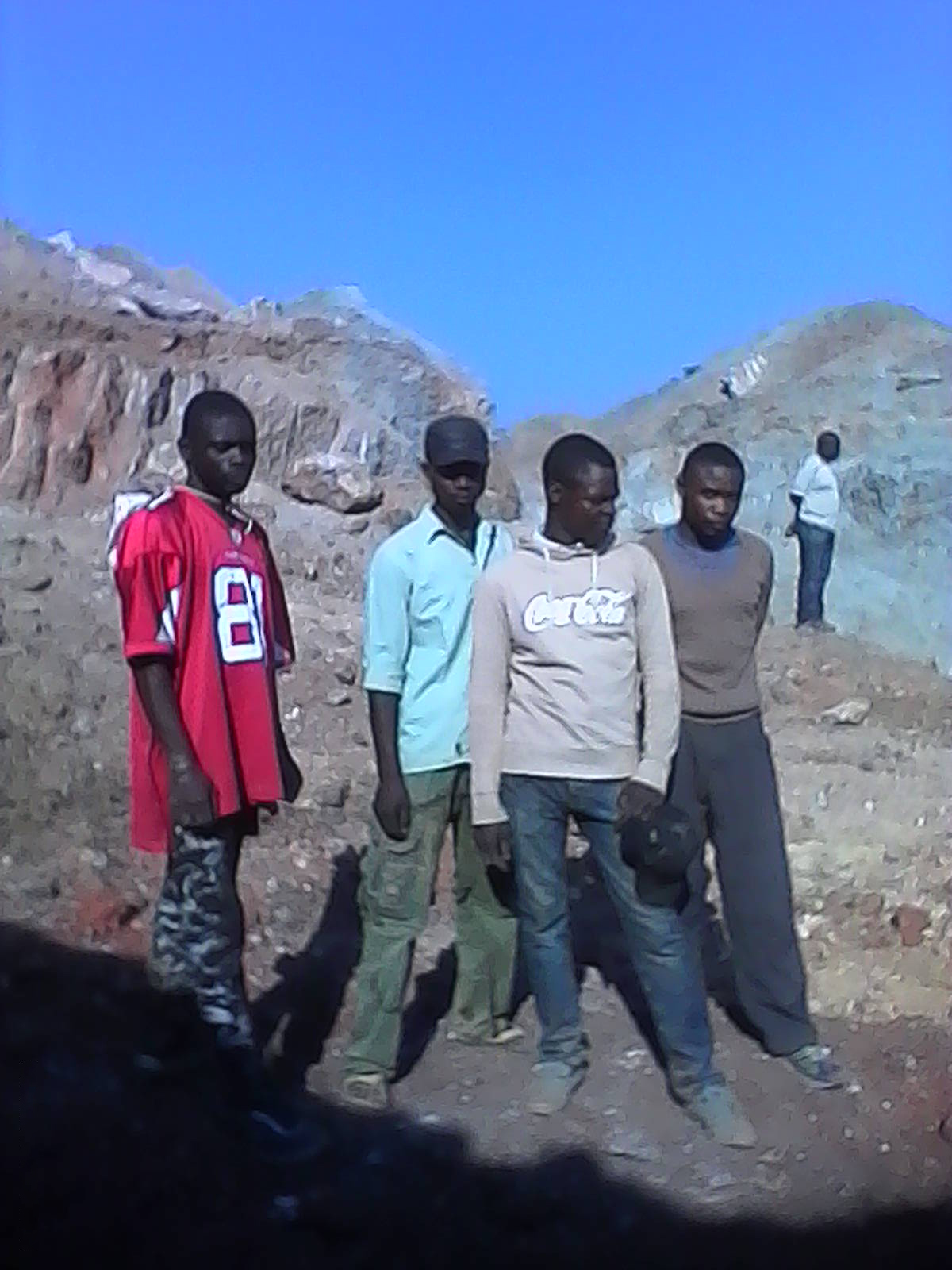
Creuseurs de la MMC

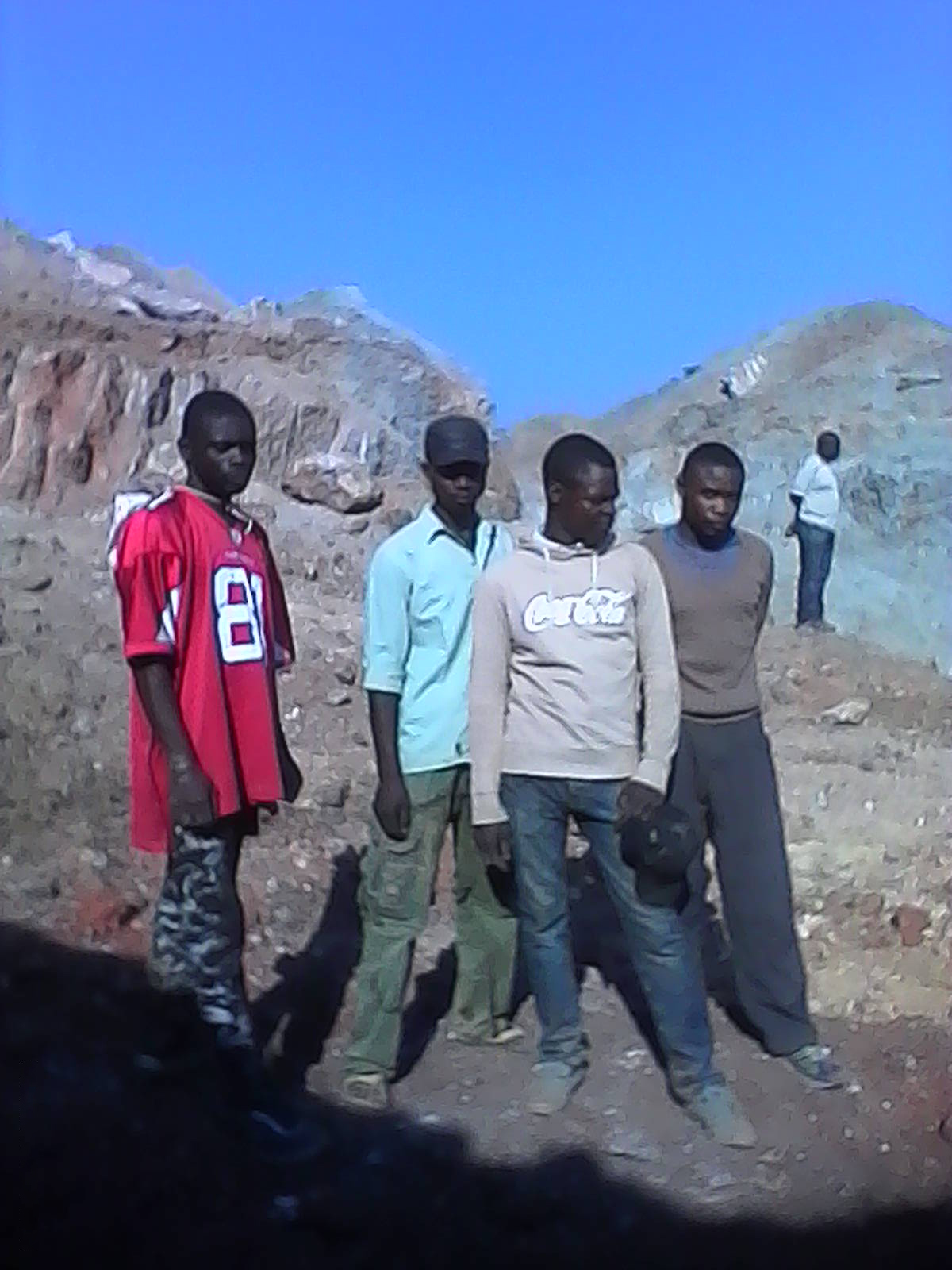
creuseurs de la Mainema Mining Corporation

## Production
Sa production principal est le cuivre sur le site Kayuba sur la route Likasi au niveau de la ceinture de cuivre katangaise faisant frontière avec un site d'exploitation de la GECAMINES.
Elle produit 80 tonnes de cuivre par semaine de toutes sortes de teneurs, ainsi sa productions annuel est de 4 160 tonnes de cuivres. Elle produit aussi le cobalt, le calcaire, les plaquettes, maillon et gravier en construction.

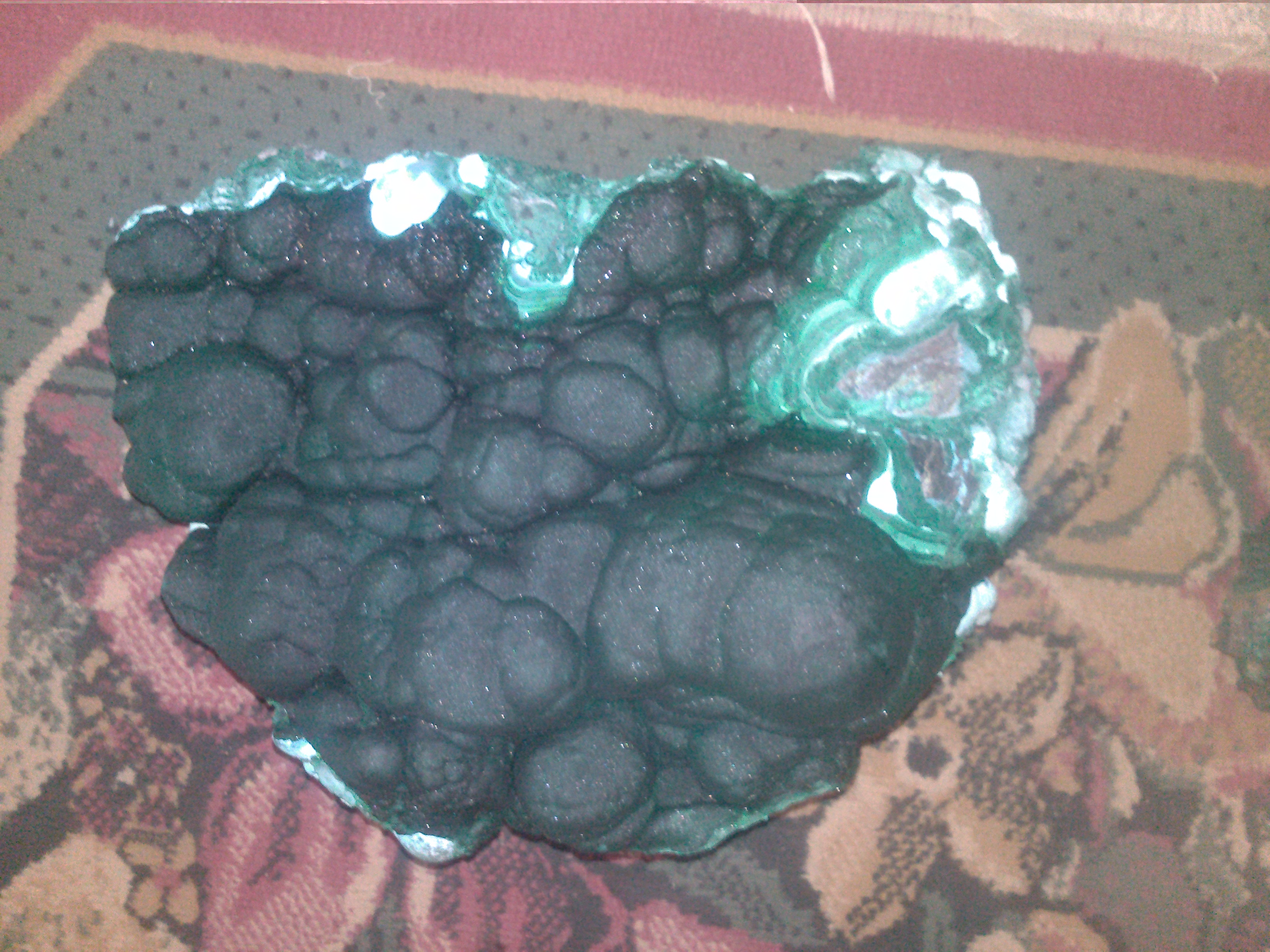

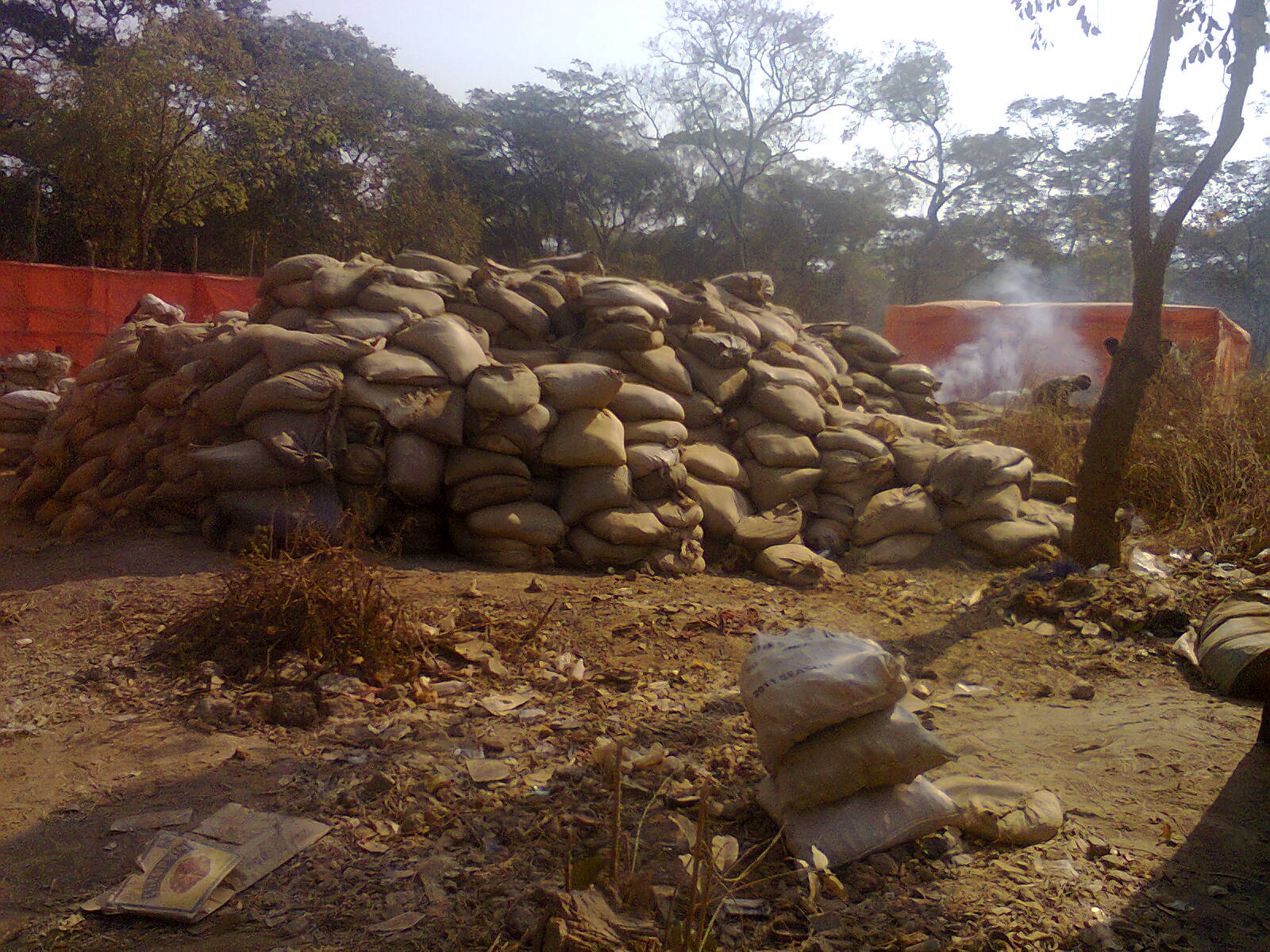
Sacs de cuivre sur le site de la MMC

## Siège social
À sa création, le siège social de la MMC était basé à Kampemba, ville de Lubumbashi.

## Raffinerie

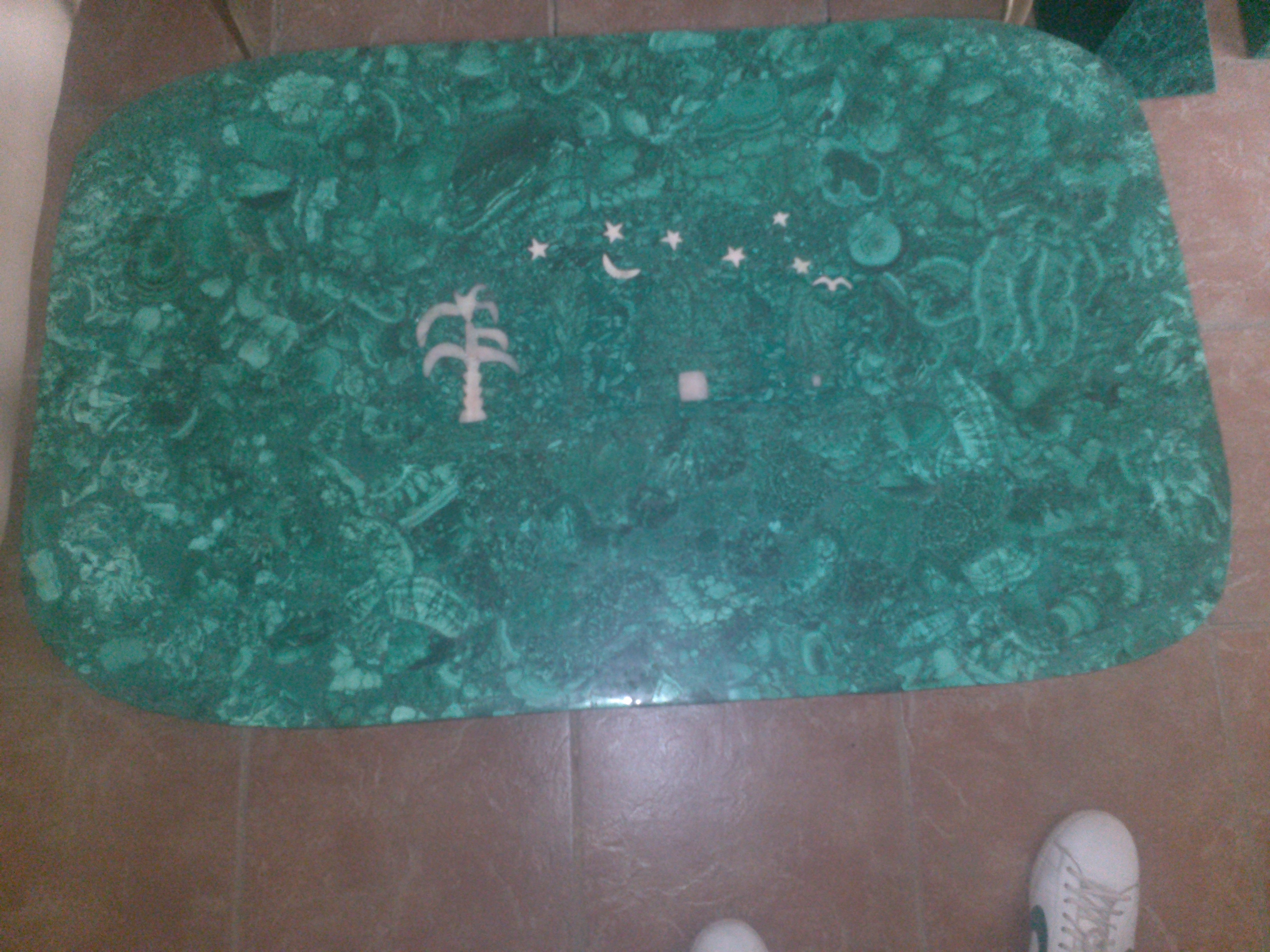

- Lubumbashi